# Селвајела (Пескара)
Селвајела (итал. Selvaiella) је насеље у Италији у округу Пескара, региону Абруцо.
Према процени из 2011. у насељу је живело 47 становника. Насеље се налази на надморској висини од 158 м.